# Сарыозек (Карагандинская область)
Сарыозек (каз. Сарыөзек, до 2002 г. — Вольское) — село в Осакаровском районе Карагандинской области Казахстана. Административный центр сельского округа Сарыозек. Находится примерно в 40 км к юго-востоку от районного центра, посёлка Осакаровка. Код КАТО — 355635100.

## Население
В 1999 году население села составляло 1104 человека (537 мужчин и 567 женщин). По данным переписи 2009 года, в селе проживало 1228 человек (589 мужчин и 639 женщин).

## История
Основано в 1909 году немецкими-переселенцами с поволжской колонии Куккус (Вольское, ныне село Приволжское Ровенского района Саратовской области).